# Бедемё
Бедемё (якут. Бэдьимэ) — село в центральной части Мегино-Кангаласского улуса Якутии. Административный центр и единственный населённый пункт сельского поселения «Батаринский 1-й наслег».

## История
Согласно Закону Республики Саха (Якутия) от 30 ноября 2004 года N 173-З N 353-III село возглавило в образованное муниципальное образование «Наслег Бедимя».

## Население
| 2002 | 2010 | 2012 | 2013 | 2014 | 2015 | 2016 |
| ---- | ---- | ---- | ---- | ---- | ---- | ---- |
| 592  | ↘541 | ↘527 | ↘524 | ↘520 | ↘519 | ↘516 |
| 2017 | 2018 | 2019 | 2020 | 2021 |      |      |
| ↘504 | ↘494 | ↘491 | ↗493 | ↗506 |      |      |